# Orthetrum melania
Orthetrum melania – gatunek ważki z rodziny ważkowatych (Libellulidae).